# Allocosa marua
Allocosa marua este o specie de păianjeni din genul Allocosa, familia Lycosidae, descrisă de Roewer, 1959.
Este endemică în Camerun. Conform Catalogue of Life specia Allocosa marua nu are subspecii cunoscute.